# Kaple svatého Jana Nepomuckého (Bukvice)
Kaple svatého Jana Nepomuckého se nalézá na návsi v centru obce Bukvice v okrese Jičín. Pozdně barokní kaple připomínající zmenšeninu velkého kostela byla postavená roku 1767 a od té doby tvoří dominantu celé obce. Kaple je chráněna jako kulturní památka ČR. Národní památkový ústav tuto kapli uvádí v katalogu památek pod rejstříkovým číslem ÚSKP 2262/6-1125.

## Historie
Autorství plánů stavby kaple bývá připisováno italskému architektu Anselmu Luragovi, který byl stavitelem nedalekého velišského kostela svatého Václava.

## Popis
Pozdně barokní kaple svatého Jana Nepomuckého je jednolodní orientovaná stavba s půlkruhovou apsidou, s rizality v bočních stěnách a věží na západě. Fasáda je hladká, členěná zaoblenými ustupujícími nárožími a zakončená bohatě profilovanou římsou. Na západním průčelí jsou dva kamenné pilastry s volutovými hlavicemi po stranách portálu. Ostění vstupního portálu je kamenné, segmentově zaklenuté s klenákem. Věž se třemi okénky má zvoncovitou střechu.
V interiéru odděluje prostor presbytáře od lodi triumfální oblouk. Oltářní obraz zobrazující svatého Jana Nepomuckého vstupujícího na nebesa je tradičně přisuzován jezuitskému malíři Ignáci Raabovi (1715–1787), který tehdy působil v nedalekém Jičíně.
Kapli do roku 2004 vlastnila římskokatolická církev, která ji bezplatně převedla do majetku obce Bukvice. Ta následně kapli včetně varhan z roku 1889 opravila. Obnova kaple byla završena slavnostním vysvěcením dne 16. 5. 2004.
Kaple od té doby slouží ke kulturním a společenským účelům obce.

## Galerie

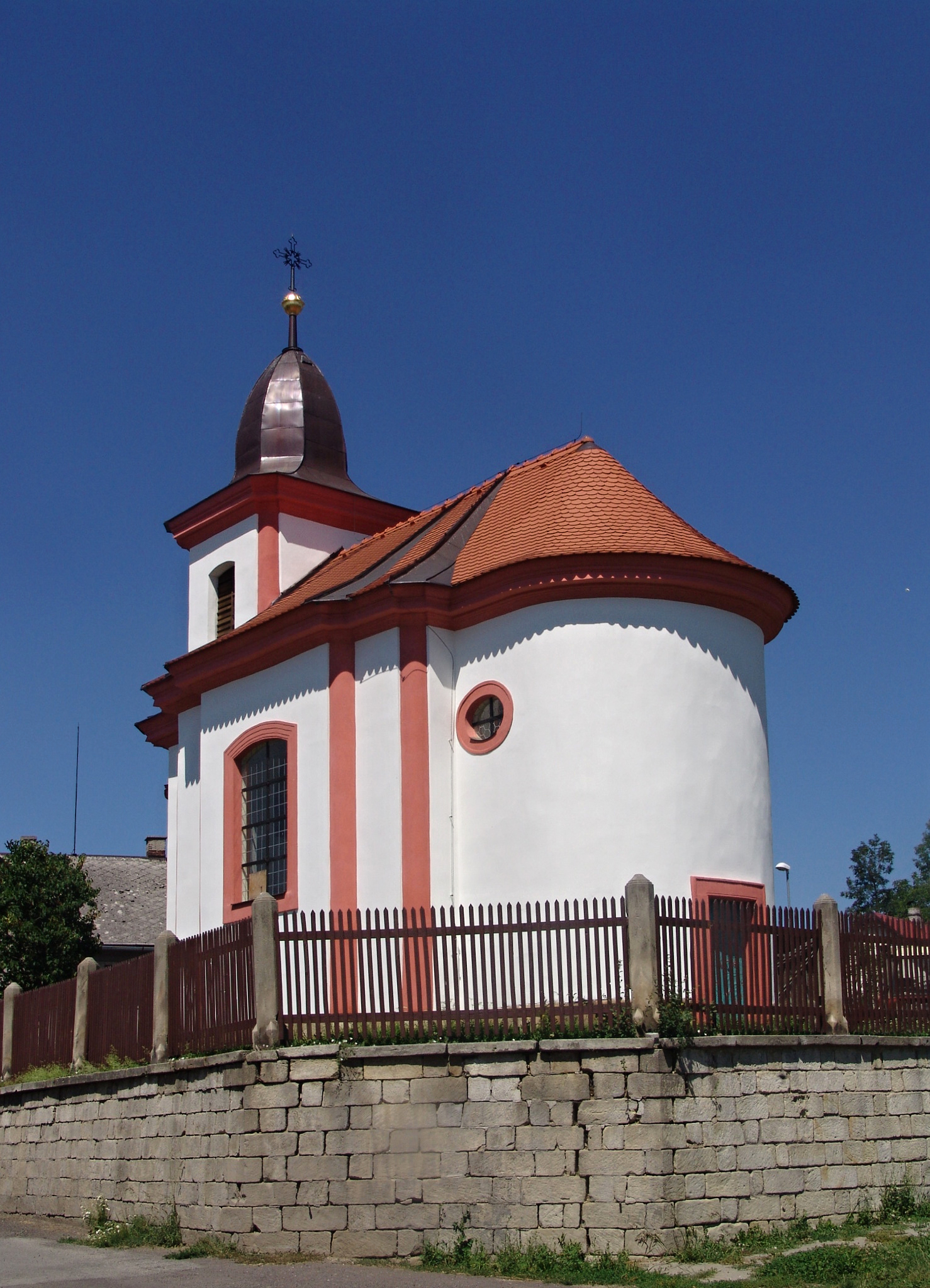
pohled na kapli svatého Jana Nepomuckého v Bukvici
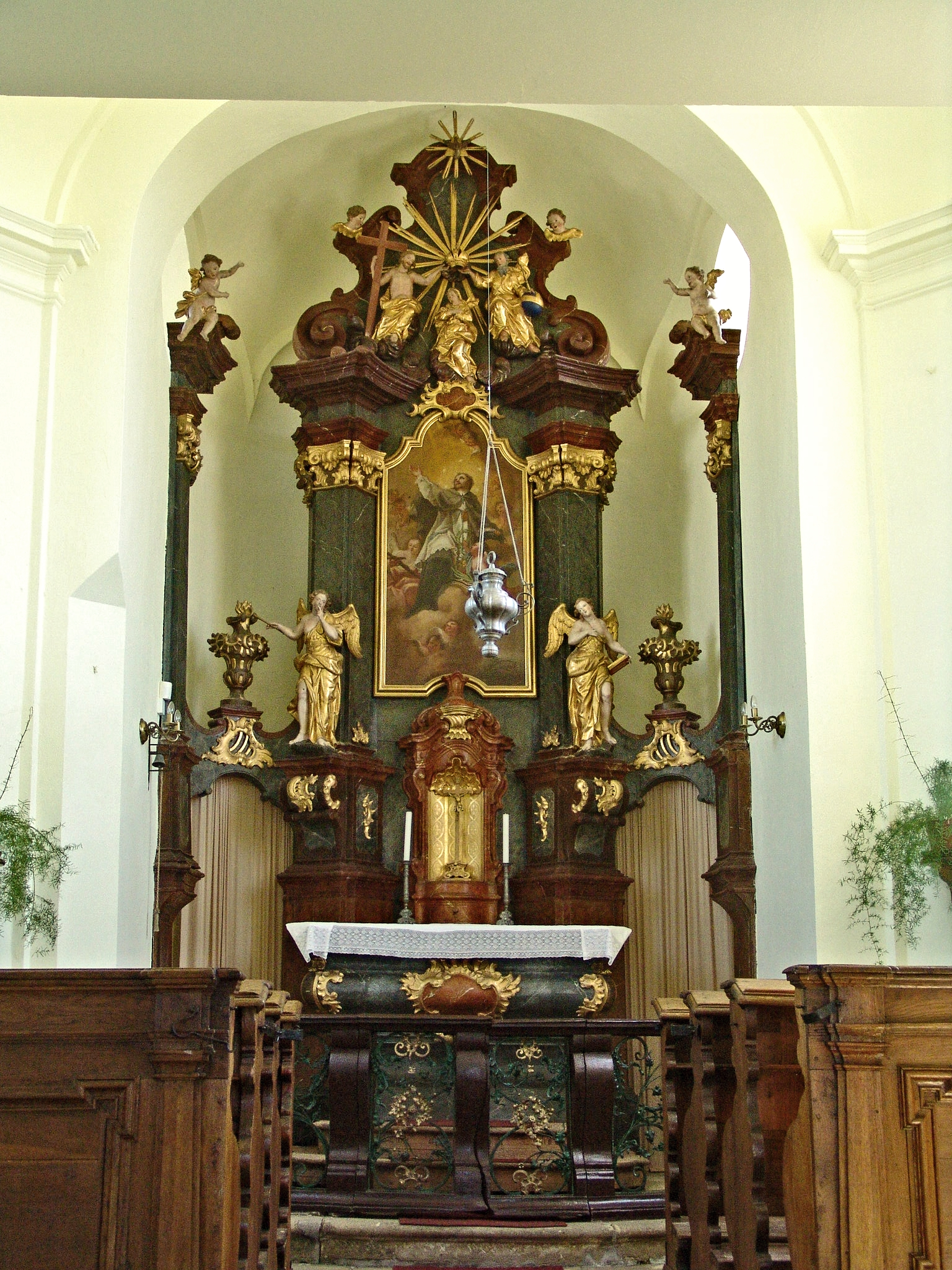
pohled na interiér kaple svatého Jana Nepomuckého v Bukvici
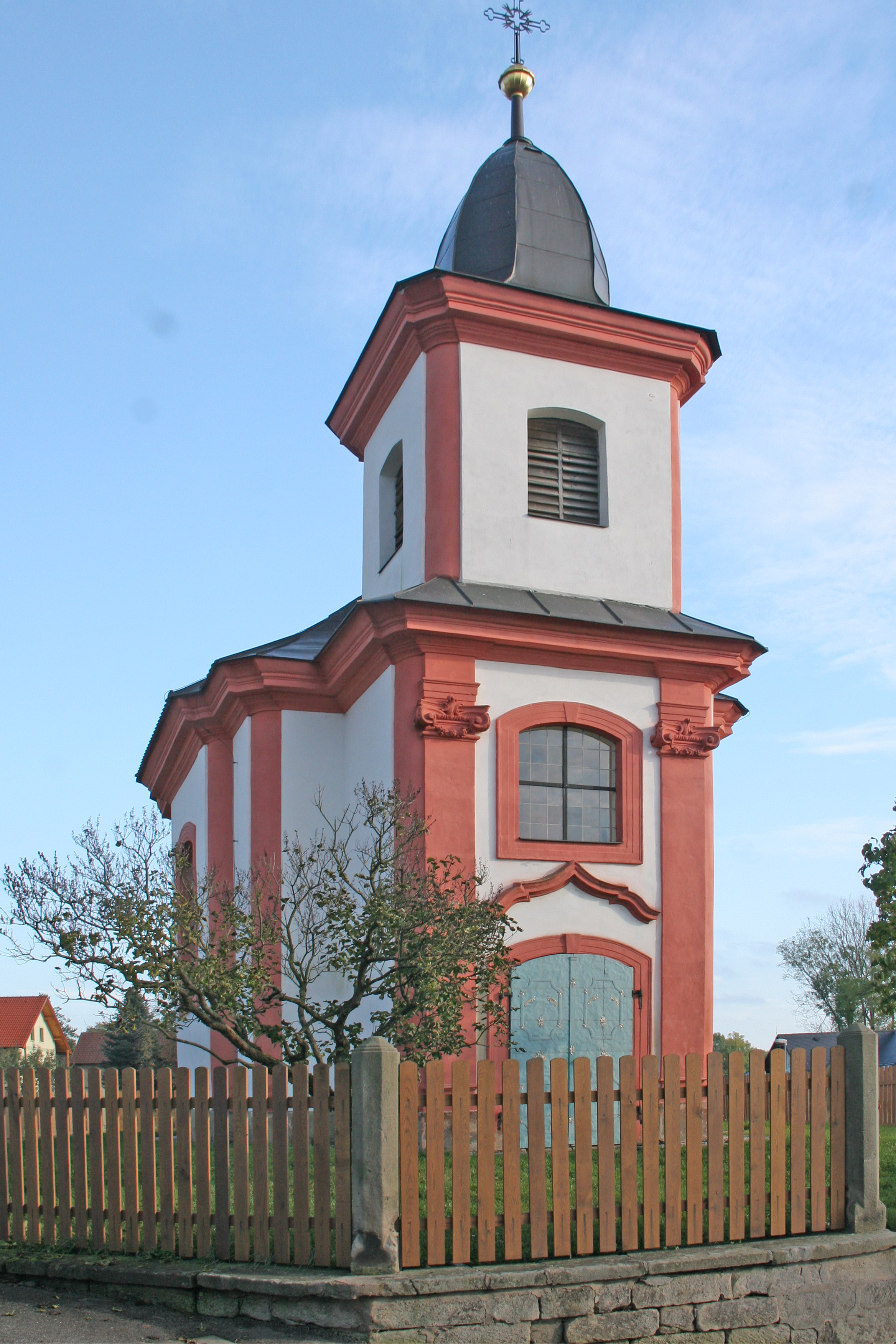
pohled na kapli svatého Jana Nepomuckého v Bukvici